# Carnival Cruise Line
Carnival Cruise Line Inc. (abgekürzt CCL, bis 2014 Carnival Cruise Lines Inc.) ist eine Kreuzfahrtreederei und die Gründungsgesellschaft des britisch-US-amerikanischen Konzerns Carnival Corporation & plc. Ihr Firmensitz ist in Miami (Florida).
Mit ihrer gleichnamigen Kreuzfahrtmarke befördert Carnival Cruise Line etwa 4,5 Mio. Passagiere pro Jahr (Stand: 2015) und bezeichnet sich daher selbst als größten Kreuzfahrtveranstalter der Welt. In der konzerneigenen Allianz „World’s Leading Cruise Lines“ steht sie heute gleichberechtigt neben den anderen, später zugekauften Kreuzfahrtmarken und Töchtern des Konzerns. Carnival Cruise Line betreibt eine Flotte von 24 Schiffen (Stand: Dezember 2022).

## Geschichte
Die Carnival Cruise Lines wurde 1972 von den israelisch-amerikanischen Geschäftsmännern Theodore „Ted“ Arison und Meshulam Riklis in Miami als Tochtergesellschaft des American International Travel Service (AITS) aus Boston gegründet, welcher Riklis gehörte. 1974 kaufte Arison den Unternehmensanteil von Riklis für einen US-Dollar und die Übernahme der Schulden in Höhe von fünf Millionen US-Dollar.

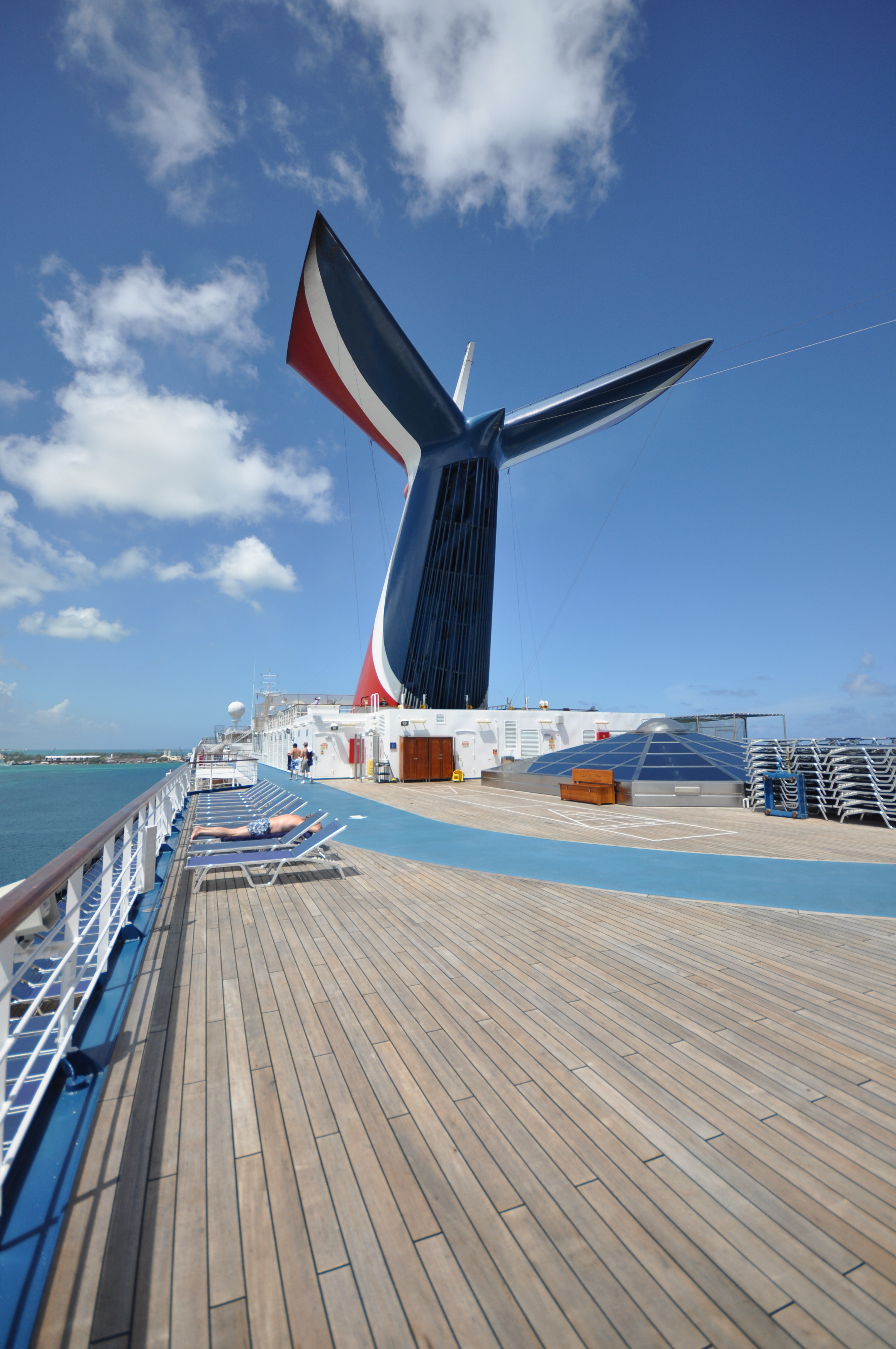
Die typische Schornsteinform der Carnival-Schiffe (Carnival Valor)

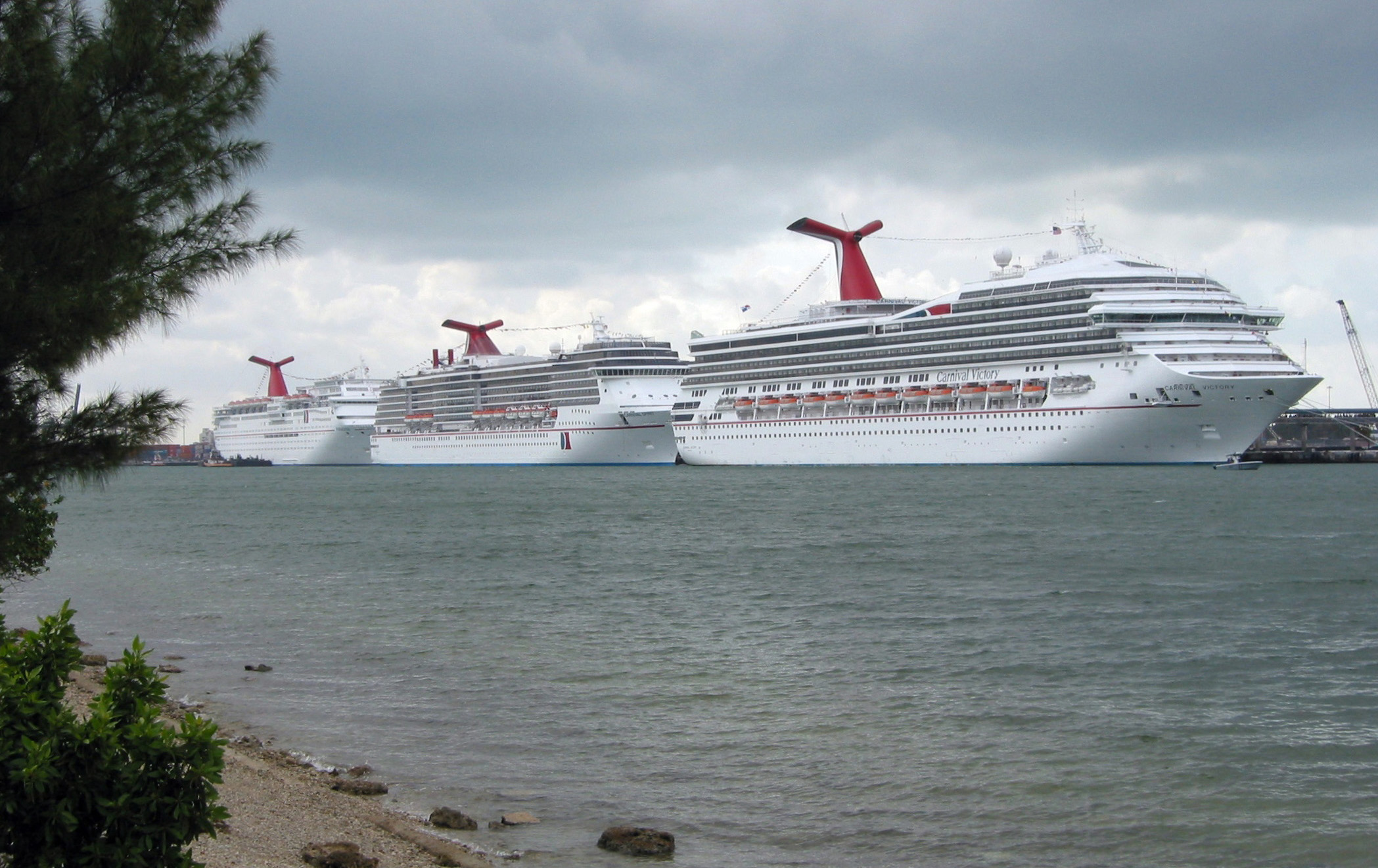
3 Carnival-Schiffe 2004 in Miami, jeweils eines der Fantasy-, Spirit- und Destiny-Klasse

Bereits 1966 hatte Arison zusammen mit Knut Kloster die Reederei Norwegian Caribbean Line (später: Norwegian Cruise Line) aufgebaut, das Unternehmen jedoch nach internen Differenzen verlassen.
Carnival nahm den Kreuzfahrtbetrieb zunächst mit nur einem Schiff auf. Die Mardi Gras, zuvor als Empress of Canada für Canadian Pacific Steamships im Dienst, lief jedoch bereits auf ihrer Jungfernfahrt für die neue Reederei vor Miami auf Grund, konnte aber wieder flott gemacht werden. Der damalige Barkeeper soll daraufhin einen Cocktail mit dem Namen „Mardi Gras on the Rocks“ (deutsch: „Mardi Gras mit Eiswürfeln“ bzw. wörtliche Übersetzung: „Mardi Gras auf den Felsen“) kreiert haben, der noch lange auf den Schiffen der Reederei angeboten wurde. Trotz dieses Rückschlags stellte sich bald der gewünschte Erfolg ein.
1982 wurde mit der Tropicale der erste Kreuzschiffneubau seit mehreren Jahren in Dienst gestellt. 1984 startete Carnival Cruise Lines für 10 Millionen US-Dollar eine Werbekampagne im US-Fernsehen, die bis dahin die größte ihrer Art war. Etwa drei Jahre später begann der Handel mit Unternehmensaktien an der Börse von New York City. Während dieser Zeit wurde auch der Spruch „Most Popular Cruise Line in the World“ (dt.: „Bekannteste Kreuzfahrtlinie der Welt“) geprägt. Als der Versuch, den direkten Konkurrenten Royal Caribbean Cruise Line im Jahr 1988 zu übernehmen, scheiterte, erwarb Carnival Cruise Lines die 1971 gegründete Holland-America Line, die durch die Übernahme der Reederei Windstar Cruises für 900 Millionen US-Dollar 1991 in Schwierigkeiten geraten war.
Ab 1993 stand der Name Carnival Cruise Lines dann nur noch für die Gründungsgesellschaft. Die Hauptorganisation für diese und alle zugekauften Kreuzfahrtgesellschaften firmierte künftig unter Carnival Corporation. Unter dem Namen FiestaMarina Cruises wurde 1994 ein neues Tochterunternehmen gegründet, dessen Betrieb jedoch schon Ende des Jahres wieder eingestellt wurde.
Während der 1990er Jahre stellte Carnival mit den acht Schiffen der Fantasy-Klasse die höchste Anzahl von Kreuzfahrtschiffen einer Klasse in Dienst. Mit der Carnival Destiny, die als erstes Schiff der Reederei auf der italienischen Fincantieri-Werft entstanden war, ging 1996 das erste Passagierschiff von mehr als 100.000 BRZ in Dienst. Damit wurde der seit 1940 bestehende Rekord der Queen Elizabeth als größtes Passagierschiff überboten.
In dieser Zeit baute die Reederei das Kreuzfahrtangebot kontinuierlich aus. Mit der Indienststellung der Carnival Elation im Jahr 1998 bot Carnival erstmals auch Kreuzfahrten an der amerikanischen Westküste an. Das Angebot wurde mit dem ersten Schiff der neu entwickelten Spirit-Klasse (Typschiff Carnival Spirit) um Ziele in den Gewässern um Hawaii und Alaska erweitert. Im Jahr 2005 führte Carnival mit der Carnival Liberty die ersten Kreuzfahrten im Mittelmeerraum durch. 2008 folgten Zielgebiete in Nordeuropa.
Im Jahr 2005 wurden drei Schiffe der Reederei von der amerikanischen Regierung angemietet, um Opfern des Hurrikans Katrina als Notunterkunft zu dienen. Die Holiday lag in Mobile (Alabama), später in Pascagoula (Mississippi), die Ecstasy und die Sensation waren nach New Orleans verlegt worden. Der umstrittene Vertrag hatte eine Laufzeit von sechs Monaten und kostete 236 Mio. US-Dollar.
Am 21. September 2009 wurde das damals größte Schiff der Reederei, die Carnival Dream, das Typschiff der Dream-Klasse, in Dienst gestellt. Bis 2012 folgten zwei Schwesterschiffe.
Im Mai 2016 stellte Carnival Cruise Line mit der Carnival Vista, das Typschiff der Vista-Klasse, das bisher größte Schiff in Dienst. Ein Schwesterschiff, die Carnival Horizon, wurde im März 2018 abgeliefert. Außerdem wurde 2019 die Carnival Panorama, welche ursprünglich für P&O Cruises Australia geplant war, als drittes Schiff der Vista-Klasse von Fincantieri abgeliefert.  Im September 2016 wurden bei Meyer Turku zwei Neubauten der XL-Klasse unter Finanzierungsvorbehalt in Auftrag gegeben. Das erste Schiff, die Mardi Gras, wurde 2020 abgeliefert. Ihr Schwesterschiff Carnival Celebration folgte 2022. Ein im Jahr 2018 bei der Meyer Werft bestelltes drittes Schiff, die Carnival Jubilee, folgte 2023. Die Schiffe sind mit rund 181.808 BRZ vermessen. Als erste Schiffe der Reederei können sie mit Flüssigerdgas betrieben werden.
Zum Anlass des 50. Jubiläum der Reederei im Jahr 2022[veraltet] erhalten alle Schiffe eine neue Rumpfbemalung. Der bisher weiße Bug wurde blau gestrichen und durch eine weiße und rote Linie vom übrigen Rumpf abgesetzt. Premiere hatte das neue Design beim im Jahr 2020 fertiggestellten Neubau Mardi Gras. Aus der bestehenden Flotte erhielt als erstes die Carnival Magic ihren neuen Anstrich, im Rahmen eines planmäßigen Aufenthalts im Trockendock im Mai 2021. Die Carnival Glory folgte im Juni.
Im September 2022 übernahm Carnival Cruise Line die bisherige Costa Luminosa von Costa Crociere, die nun als Carnival Luminosa betrieben wird, im folgenden Jahr folgte die Costa Venezia als Carnival Venezia. Im Februar 2024 übernahm Carnival Cruise Line auch das Schwesterschiff Costa Firenze, welches als Carnival Firenze eingesetzt werden soll.
Im Februar 2024 wurde bekannt, dass die Reederei bei der Meyer Werft ein neues Schiff der XL-Klasse mit Ablieferung 2027 bestellt hat, das ein Schwesterschiff der Carnival Jubilee werden soll. Es handelte sich um die erste Bestellung eines Neubaus durch die Carnival Corporation seit fünf Jahren. Im folgenden Monat wurde die Bestellung eines weiteren Schiffes, mit geplanter Ablieferung im Jahr 2028, bekanntgegeben. Die Neubauten sollen die Namen Carnival Festivale und Carnival Tropicale erhalten.
Im Jahr 2025 übernahm Carnival Cruise Line aufgrund der Einstellung der Schwestermarke P&O Cruises Australia die Pacific Adventure und die Pacific Encounter als Carnival Adventure und Carnival Encounter.
Im Juli 2024 wurde die Bestellung von drei Schiffen einer neuen Klasse mit einer Vermessung von etwa 230.000 BRZ bei der Fincantieri-Werft bekannt, die in den Jahren 2029, 2031 und 2033 in Dienst gestellt werden sollen (Project Ace). Italienische Medien hatten im Januar 2024 bereits über einen möglicherweise bevorstehenden entsprechenden Auftrag berichtet.

### Zwischenfälle
- Auf ihrer Jungfernfahrt 1972 lief die Mardi Gras vor Miami auf Grund, konnte aber wieder flott gemacht werden.
- Am Nachmittag des 20. Juli 1998 geriet die Ecstasy mit 2565 Passagieren und 916 Besatzungsmitgliedern auf dem Weg nach Key West in Brand. Durch die Klimaanlage griff das Feuer auf Bereiche des Schiffs über, in denen Festmacherleinen lagerten, die sich entzündeten, was starke Hitze und Rauchentwicklung verursachte. Während das Schiff einen Ankerplatz nördlich von Miami anlief, fielen Antrieb und Steuerung aus. Die Ecstasy wurde instand gesetzt und wieder in Fahrt gebracht.
- An Bord der Carnival Splendor brach am 8. November 2010 an einem Dieselgenerator ein Brand aus. Nach etwa drei Stunden war das Feuer gelöscht, das Schiff trieb jedoch manövrierunfähig vor der mexikanischen Pazifikküste. Teile der Stromversorgung und der Bordeinrichtungen konnten über die Notstromaggregate funktionsfähig gehalten werden. Mehrere Schiffe kamen dem Havaristen zu Hilfe, darunter der Flugzeugträger Ronald Reagan, der die Versorgung der 3.299 Passagiere und 1.167 Besatzungsmitglieder mit Lebensmitteln übernahm. Nach zwei Tagen im Schlepp traf die Carnival Splendor am 12. November 2010 in San Diego ein. Nach umfangreichen Instandsetzungsarbeiten nahm sie am 20. Februar 2011 den planmäßigen Kreuzfahrtverkehr wieder auf.
- Während einer viertägigen Kreuzfahrt im Golf von Mexiko brach am 10. Februar 2013 im hinteren der beiden Maschinenräume der Carnival Triumph ein Feuer aus. Zu diesem Zeitpunkt befand sich das Schiff mit 3.143 Passagieren und 1.086 Besatzungsmitgliedern an Bord etwa 240 Kilometer vor der mexikanischen Yucatán-Halbinsel. Obwohl der Brand durch die bordeigenen Systeme gelöscht werden konnte, fielen Hauptenergieversorgung und Antriebe aus.[26] Nachdem die sanitären Anlagen und die Stromversorgung teilweise wieder in Betrieb genommen werden konnten, entschied man, das Schiff mit Hilfe dreier Schlepper in den Hafen von Mobile (Alabama) zu bringen.[27] Nachdem durch Strömung und starken Wind die Schlepptrossen mehrmals brachen, erreichte der Schleppzug erst am Abend des 14. Februar den Hafen von Mobile, wo die Passagiere von Bord gingen. Die Reederei sagte alle Reisen des Schiffes bis Mitte April 2013 ab.[28] Am 3. April riss sich das Schiff in einem Sturm los und trieb auf andere Schiffe zu, wobei es einen Frachter beschädigte.[29]
- Am 20. Dezember 2019 stieß im Hafen von Cozumel in Mexiko die Carnival Glory beim Manövrieren mit der im Hafen liegenden Carnival Legend zusammen. Am Heck der Carnival Glory wurde die Außenverkleidung des Schiffes zusammengedrückt. Dabei gingen auch Fenster zu Bruch. Sechs Personen wurden bei dem Unfall verletzt. Beide Schiffe waren trotz des Zusammenstoßes weiter seetüchtig.[30]

## Erkennungszeichen
Gemeinsames Erkennungszeichen der meisten Carnival-Schiffe seit dem Bau der Tropicale ist ein Schornstein, dessen oberer Abschluss aus zwei beidseitig nach außen weisenden Schwingen besteht. Der Entwurf geht auf den Designer Joseph Farcus zurück, der damit ein Gestaltungsmerkmal der France aufgriff und die der Fluke eines Wals nachempfunden ist.

## Kritik
Die Flotte der Carnival Cruise Line wird im Umwelt- und Gesundheitsbericht „2020 Cruise Ship Report Card“ des globalen Umweltschutzbundes Friends of the Earth unter den 18 größten Kreuzfahrtunternehmen der Welt am schlechtesten bewertet. Zu den untersuchten Faktoren zählen die Abwasseraufbereitung, die Reduktion der Luftverschmutzung und die Sicherung der Wasserqualität.

## Flotte

### Aktuelle Schiffe
Carnival Cruise Line bezeichnet die zurzeit (Stand: April 2025) in Dienst stehenden 29 Kreuzfahrtschiffe auch als „Fun Ships“ (dt. „Spaßschiffe“). Im Jahr 2007 vereinheitlichte die Reederei die Namen der Schiffe, indem der Name „Carnival“ dem Schiffsnamen vorangestellt wurde.
In den meisten Fällen sind die Schiffe in verschiedenen US-amerikanischen Häfen stationiert, laufen je nach Einsatzgebiet aber auch von ausländischen Häfen aus.
- Golf von Mexiko: Miami (FL), Tampa (FL), Port Canaveral (FL), Fort Lauderdale (FL), Jacksonville (FL), New Orleans (LA), Galveston (TX), Mobile (AL)
- Atlantikküste: Charleston (SC), New York (NY), Baltimore (MD), Norfolk (VA)
- Pazifikküste: Whittier/Anchorage, (AL), Seattle (WA), Long Beach (CA), San Diego (CA), Honolulu (HI)
- außerhalb der USA: San Juan (Puerto Rico), Vancouver (Kanada), Civitavecchia/Rom (Italien)

| Name                 | Baujahr | Vermessung (BRZ) | Bauwerft                      | Bauklasse                   | Status/Bemerkungen                                                                | Status/Bemerkungen |
| -------------------- | ------- | ---------------- | ----------------------------- | --------------------------- | --------------------------------------------------------------------------------- | ------------------ |
| Carnival Adventure   | 2001    | 108.865          | Fincantieri, Monfalcone       | Grand-Klasse                | 2025 von P&O Cruises Australia übernommen, zuvor Pacific Adventure                |                    |
| Carnival Breeze      | 2012    | 130.000          | Fincantieri, Monfalcone       | Dream-Klasse                | in Dienst seit Juni 2012 Taufpatin: Tracy Wilson Mourning                         |                    |
| Carnival Celebration | 2022    | 183.521          | Meyer Turku, Turku            | XL-Klasse                   | Taufpatin: Cassidy Gifford                                                        |                    |
| Carnival Conquest    | 2002    | 110.239          | Fincantieri, Monfalcone       | Conquest-Klasse             | in Dienst seit Dezember 2002 Taufpatin: Corrine Lindy Clairborne Boggs            |                    |
| Carnival Dream       | 2009    | 128.251          | Fincantieri, Monfalcone       | Dream-Klasse                | in Dienst seit September 2008 Taufpatin: Marcia Gay Harden                        |                    |
| Carnival Elation     | 1998    | 70.390           | Kvaerner Masa Yards, Helsinki | Fantasy-Klasse              | in Dienst seit März 1998 Taufpatin: Shari Arison                                  |                    |
| Carnival Encounter   | 2002    | 108.977          | Fincantieri, Monfalcone       | Grand-Klasse                | 2025 von P&O Cruises Australia übernommen, zuvor Pacific Encounter                |                    |
| Carnival Firenze     | 2020    | 135.156          | Fincantieri, Monfalcone       | Vista-Klasse                | 2024 von Costa Crociere übernommen, zuvor Costa Firenze                           |                    |
| Carnival Freedom     | 2007    | 110.320          | Fincantieri, Marghera         | Conquest-Klasse             | in Dienst seit März 2007 Taufpatin: Kathy Ireland                                 |                    |
| Carnival Glory       | 2003    | 110.239          | Fincantieri, Monfalcone       | Conquest-Klasse             | in Dienst seit Juli 2003 Taufpatin: Dr. Sally Ride                                |                    |
| Carnival Horizon     | 2018    | 133.500          | Fincantieri, Monfalcone       | Vista-Klasse                | in Dienst seit April 2018 Taufpatin: Queen Latifah                                |                    |
| Carnival Jubilee     | 2023    | 182.015          | Meyer Werft, Papenburg        | XL-Klasse                   | Taufpatin: Gwen Stefani                                                           |                    |
| Carnival Legend      | 2003    | 85.942           | Kvaerner Masa Yards, Helsinki | Spirit-Klasse               | in Dienst seit August 2002 Taufpatin: Dame Judi Dench                             |                    |
| Carnival Liberty     | 2005    | 110.320          | Fincantieri, Monfalcone       | Conquest-Klasse             | in Dienst seit Juli 2005 Taufpatin: Mira Sorvino                                  |                    |
| Carnival Luminosa    | 2009    | 92.720           | Fincantieri, Marghera         | Hybrid Vista-/Spirit-Klasse | 2022 von Costa Crociere übernommen, zuvor Costa Luminosa                          |                    |
| Carnival Magic       | 2011    | 128.048          | Fincantieri, Monfalcone       | Dream-Klasse                | in Dienst seit Mai 2011 Taufpatin: Lindsey Wilkerson                              |                    |
| Carnival Miracle     | 2004    | 85.942           | Kvaerner Masa Yards, Helsinki | Spirit-Klasse               | in Dienst seit August 2002 Taufpatin: Jessica Lynch                               |                    |
| Carnival Panorama    | 2019    | 133.500          | Fincantieri, Marghera         | Vista-Klasse                | in Dienst seit Dezember 2019 Taufpatin: Vanna White                               |                    |
| Carnival Paradise    | 1998    | 70.390           | Kvaerner Masa Yards, Helsinki | Fantasy-Klasse              | in Dienst seit Juni 1998 Taufpatin: Paula Zahn                                    |                    |
| Carnival Pride       | 2001    | 85.920           | Kvaerner Masa Yards, Helsinki | Spirit-Klasse               | in Dienst seit Januar 2002 Taufpatin: Dr. Tamara Jernigan                         |                    |
| Carnival Radiance    | 2000    | 101.509          | Fincantieri, Monfalcone       | Triumph-Klasse              | in Dienst seit Oktober 2000 Taufpatin: Mary Frank bis 2021 als Carnival Victory   |                    |
| Carnival Spirit      | 2001    | 85.920           | Kvaerner Masa Yards, Helsinki | Spirit-Klasse               | in Dienst seit April 2001 Taufpatin: Elizabeth Dole                               |                    |
| Carnival Splendor    | 2008    | 113.323          | Fincantieri, Sestri Ponente   | Splendor-Klasse             | in Dienst seit Juli 2008 Taufpatin: Mylene Klass                                  |                    |
| Carnival Sunrise     | 1999    | 101.509          | Fincantieri, Monfalcone       | Triumph-Klasse              | in Dienst seit Oktober 1999 Taufpatin: Madeleine Arison bis 2019 Carnival Triumph |                    |
| Carnival Sunshine    | 1996    | 101.353          | Fincantieri, Monfalcone       | Destiny-Klasse              | in Dienst seit November 1996 Taufpatin: Lin Arison bis 2013 als Carnival Destiny  |                    |
| Carnival Valor       | 2004    | 110.239          | Fincantieri, Monfalcone       | Conquest-Klasse             | in Dienst seit Dezember 2007 Taufpatin: Katie Couric                              |                    |
| Carnival Venezia     | 2019    | 135.225          | Fincantieri, Monfalcone       | Vista-Klasse                | 2023 von Costa Crociere übernommen, zuvor Costa Venezia                           |                    |
| Carnival Vista       | 2016    | 133.596          | Fincantieri, Monfalcone       | Vista-Klasse                | in Dienst seit Mai 2016 Taufpatin: Deshauna Barber                                |                    |
| Mardi Gras           | 2020    | 181.808          | Meyer Turku, Turku            | XL-Klasse                   | in Dienst seit Juli 2021 Taufpatin: Kimberly Jimenez                              |                    |

|  |

### Ehemalige Schiffe
| Name                 | Baujahr | Vermessung (BRT/BRZ) | Bauwerft                                      | Bauklasse      | Reederei- dienst | Verbleib/Bemerkungen |
| -------------------- | ------- | -------------------- | --------------------------------------------- | -------------- | ---------------- | --- |
| Mardi Gras           | 1961    | 18.261               | Vickers-Armstrongs, Newcastle upon Tyne       |                | 1972–1993        | Gebaut als Empress of Canada für Canadian Pacific Steamships. 2003 in Alang abgewrackt.                                  |
| Carnivale            | 1956    | 18.952               | Fairfield Shipbuilding and Engineering, Govan |                | 1975–1994        | Gebaut als Empress of Britain für Canadian Pacific Steamships. 2008 in Alang abgewrackt.                                 |
| Festivale            | 1962    | 26.632               | John Brown & Company, Clydebank               |                | 1977–1994        | Gebaut als Transvaal Castle für Union-Castle Line. 2003 / 2004 in Alang abgewrackt.                                      |
| Tropicale            | 1981    | 22.919               | Aalborg Værft, Aalborg                        |                | 1981–2000        | Ab 2000 als Costa Tropicale für Costa Crociere. 2021 in Alang abgewrackt.                                                |
| Holiday              | 1985    | 46.052               | Aalborg Værft, Aalborg                        | Holiday-Klasse | 1985–2009        | Ab 2015 als Magellan bei Cruise & Maritime Voyages. 2021 in Alang abgewrackt.                                            |
| Jubilee              | 1986    | 47.262               | Kockums, Malmö                                | Holiday-Klasse | 1986–2004        | Zuletzt ab als Henna für HNA Tourism Cruises. 2017 als Hen in Alang abgewrackt.                                          |
| Celebration          | 1987    | 47.926               | Kockums, Malmö                                | Holiday-Klasse | 1987–2008        | Zuletzt ab als Grand Celebration für Bahamas Paradise Cruise Line. 2021 als Grand in Alang abgewrackt.                   |
| Carnival Fantasy     | 1990    | 70.367               | Kværner Masa Yards, Helsinki                  | Fantasy-Klasse | 1990–2020        | Von 1990 bis 2007 als Fantasy im Dienst. 2020 verkauft und in Aliağa abgewrackt.                                         |
| Carnival Ecstasy     | 1991    | 70.526               | Kværner Masa Yards, Helsinki                  | Fantasy-Klasse | 1991–2022        | Von 1991 bis 2007 als Ecstasy im Dienst. 2022 in Aliağa abgewrackt.                                                      |
| Carnival Sensation   | 1993    | 70.538               | Kværner Masa Yards, Helsinki                  | Fantasy-Klasse | 1993–2022        | Im November 1993 in Dienst gestellt, bis 2007 als Sensation. 2022 in Aliağa abgewrackt.                                  |
| Carnival Fascination | 1994    | 70.538               | Kværner Masa Yards, Helsinki                  | Fantasy-Klasse | 1994–2020        | Von 1994 bis 2007 als Fascination in Dienst 2020 zunächst aufgelegt und schließlich verkauft. 2022 in Gadani abgewrackt. |
| Carnival Imagination | 1995    | 70.367               | Kværner Masa Yards, Helsinki                  | Fantasy-Klasse | 1995–2020        | von 1995 bis 2007 als Imagination im Dienst. 2020 zunächst aufgelegt und anschließend in Aliağa abgewrackt.              |
| Carnival Inspiration | 1996    | 70.367               | Kværner Masa Yards, Helsinki                  | Fantasy-Klasse | 1996–2020        | Von 1996 bis 2007 als Inspiration im Dienst. 2020 verkauft und in Aliağa abgewrackt.                                     |